# Ibuki Kido
Ibuki Kido (木戸 衣吹?, Kido Ibuki; Aomori, 14 novembre 1997) è una doppiatrice giapponese affiliata alla Horipro.

## Ruoli

### Anime
2012
- Aikatsu! (Asami Himuro, Kurumi Mori)
- Nazotoki-hime wa meitantei: Kaizoku no Takara to Komori-uta (Hinami Shiori)
- Oniichan dakedo ai sae areba kankeinai yo ne! (Akiko Himenokōji)

2013
- GJ Club (Kasumi Shinomiya)
- Golden Time (Chinami Oka)
- Kitakubu katsudō kiroku (Natsuki Andō)
- Yahari ore no seishun love kome wa machigatteiru (Yuka)
- Ore no imōto ga konna ni kawaii wake ga nai (Ria Hagry)

2014
- Kanojo ga flag o oraretara (Nanami Knight Braidfield)
- Kenzen Robo Daimidaler (Soriko Majikina)
- Meshimase Lodoss-tō senki: sorette oishii no? (Dori)
- Nobunaga the Fool (Nell)
- Oneechan ga kita (Mina Fujisaki)
- Orenchi no furo jijō (Kasumi)
- Pupa (Yume Hasegawa)
- Bladedance of Elementalers (Claire Rouge)
- Tokyo ESP (Rinka Urushiba)

2015
- Isuca (Sakuya Shimazu)
- Re-Kan! (Hibiki Amami)

2017
- Nyanko Days (Maa)

2018
- Aikatsu Friends! (Mio Minato)
- Kase-san (Mikawa)

2021
- Aikatsu Planet! (Sweet Whole Cake)

## Videogiochi
2018
- World End Syndrome (Rei Nikaidō, Hanako Yamada)

2021
- Blue Archive (Asahina Pina)